# L'ora della verità (miniserie televisiva)
L'ora della verità (Le temps est assassin) è una miniserie televisiva francese composta da 8 puntate, adattata dall'omonimo libro di Michel Bussi e diretta da Claude-Michel Rome, trasmessa su TF1 dal 29 agosto al 19 settembre 2019.
In Italia la miniserie è stata trasmessa su Canale 5 dal 30 agosto al 6 settembre 2020 in tre prime serate.

## Trama
Nel 1994, in Corsica, Clotilde Idrissi, una ragazza di 16 anni, rimane coinvolta in un terribile incidente stradale con tutta la sua famiglia. I genitori e il fratello Nicolas muoiono sul colpo, lei è l'unica sopravvissuta. Venticinque anni dopo Clotilde torna in Corsica con il marito e la figlia. Ma accadono strani incidenti, fino a quando la donna non riceve una lettera, in apparenza recente, scritta dalla madre. Pertanto Clotilde decide di indagare per scoprire la verità sull'incidente automobilistico e sulla possibilità che sua madre sia ancora viva.

## Episodi
| Stagione       | Episodi | Prima TV Francia | Prima TV Italia |
| -------------- | ------- | ---------------- | --------------- |
| Prima stagione | 8       | 2019             | 2020            |

## Personaggi e interpreti
- Clotilde Baron, nata Idrissi, interpretata da Mathilde Seigner.
  - Clotilde, nel 1994, interpretata da Esther Valding.
- Palma Idrissi, nata Saccardi, interpretata da Caterina Murino. È la madre di Clotilde e Nicolas.
- Salomé Romani, interpretata da Jenifer. È un'amica d'infanzia di Paul.
- Paul Idrissi, interpretato da Grégory Fitoussi. È il padre di Clotilde e Nicolas.
- Thierry Godard, interpretato da Franck Baron. È il marito di Clotilde.
- Cervone Spinello, interpretato da Fred Testot. È un amico di Nicolas e Clotilde.
  - Cervone Spinello, nel 1994, interpretato da Clément Geerts.
- Valentine Baron, interpretata da Zoé Marchal. È la figlia di Clotilde e Franck.
- Nicolas Idrissi, interpretato da Théo Frilet. È il fratello maggiore di Clotilde.
- César Garcia, interpretato da Yves Rénier. È il padrino di Clotilde.
- Stéphane Garcia, interpretato da Cyril Lecomte. È il figlio di César.
  - Stéphane Garcia, nel 1994, interpretato da Maxime Coggio.
- Aurélia Schreiber-Garcia, interpretata da Noémie Kocher. È la figlia di César.
  - Aurélia Garcia, nel 1994, interpretata da Marie Drion-Lanzafame.
- Natale Angeli, interpretato da Stanley Weber.
- Pierre-Ange Rossi, interpretato da Michel Ferracci.
- Lisabetta Idrissi, interpretata da Valeria Cavalli. È la nonna di Clotilde.
- Cassanu Idrissi, interpretato da Serge Riaboukine. È il nonno di Clotilde.
- Speranza, interpretata da Dani. È la madre di Salomé Romani.
- Orsù, interpretato da Vincent Deniard.
- Gratien Santucci, interpretato da Pierre Salasca.
- Maria-Chiara Baldi, interpretata da Joséphine Jobert.
- Mika Schreiber, interpretato da Pierre Kiwitt.
  - Mika Schreiber, nel 1994, interpretato da Louis Duneton.
- Basile Spinello, interpretato da Éric Godon.
- Jacob Schreiber, interpretato da Peter Bonke.
- Éric Rocca, interpretato da Jean-Philippe Ricci.
- Maître Anne Andreani, interpretata da Marie Murcia.
- Félix Mariani, interpretato da Ange Basterga.
- Antoine Mariani, interpretato da François Berlinghi.
- Capitaine Mauclair, interpretato da Hugues Boucher.
- Lieutenant-colonel Malik Amzem, interpretato da Kamel Belghazi.
- Dottor Venturi père, interpretato da Jean-Marie Orsini.
- Dottoressa Sandra Venturi, interpretata da Alexandra Franchi.
- Anika Spinello, interpretata da Tatiana Gontchorova.

## Distribuzione

### Internazionale
Adattata dall'omonimo libro di Michel Bussi e diretta da Claude-Michel Roma, la miniserie, composta da 8 puntate dalla durata di 52 minuti per ognuna, è stata trasmessa in vari paesi, tra cui il Belgio, dal 25 agosto all'8 settembre 2019 su RTBF, la Svizzera, dal 27 agosto al 17 settembre 2019 su RTS ed infine la Francia, dal 29 agosto al 19 settembre 2019 su TF1, dove è stata ritrasmessa dal 30 agosto al 20 settembre 2019 su TF1 Séries Films.

### Italia
In Italia la miniserie anch'essa composta da 8 puntate, è stata distribuita in tre serate e trasmessa in prima serata su Canale 5: domenica 30 e lunedì 31 agosto 2020 sono state trasmesse tre puntate, mentre domenica 6 settembre 2020 sono state trasmesse le rimanenti due.

## Riprese
La miniserie è stata girata durante il mese di dicembre 2018 nei dintorni di Calvi in Corsica e nei dintorni della regione di Bastia, sempre in Corsica.
La villa dei genitori Idrissi intitolata "Bella Vista" è in realtà l'hotel Couvent de Pozzo a Erbalunga (Brando, Capo Corso).
La tomba e la cappella degli Idrissi è in realtà la cappella di Notre Dame de La Serra.
La boutique in cui Salomé e Palma si incontrano è l'attuale boutique Benoa a Calvi.
Le altre location delle riprese si trovano principalmente in Balagna: Sant'Antonino e Pigna.

## Cancellazione
TF1, nonostante il successo delle trasmissioni settimanali, annuncia che la serie non verrà rinnovata per una seconda stagione; il motivo principale sembra derivi dalla protagonista Mathilde Seigner, la quale annuncia che il mancato rinnovo della serie è dettato dal fatto che non vuole avere "un ruolo ricorrente", ritenendolo "troppo restrittivo". Aggiunge inoltre che "una seconda stagione è sempre complicata".

## Ascolti Francia
In Francia, i primi due episodi della serie hanno attirato in media 5,03 milioni di spettatori, di cui il 21,1% delle persone di età pari o superiore ai quarant'anni e il 31,1% delle donne sotto i cinquant'anni, secondo Médiamétrie.
I due episodi della serata successiva hanno attirato in media 4,90 milioni di telespettatori, di cui il 25,5% erano persone di età pari o superiore a quattro anni e il 25,8% erano donne sotto i cinquanta.
Gli ultimi due episodi hanno attirato in media 4,91% milioni di telespettatori, di cui il 23,5% delle persone di età pari o superiore a quattro anni e donne sotto i cinquanta.

## Anacronismi ed errori
La miniserie presenta degli anacronismi:
- Non c'era ancora una Renault Clio 2 nel 1994, anno in cui si svolgono i flashback, perché è apparsa solo nel 1998;
- Le Spice Girls hanno pubblicato il loro primo singolo solo nel 1996;
- Si vede la birra Pietra durante un concerto, ma è stata creata intorno al 1995 e commercializzata nel 1996.
- Sulla lapide sul luogo dell'incidente la data di nascita di Nicolas è 1973, ma i genitori festeggiano i vent'anni dal loro primo incontro nel 1994, facendo dedurre che Nicolas avrebbe 21 anni.